# Stanhopea shuttleworthii
Espèce
Stanhopea shuttleworthii est une espèce de plantes à fleurs de la famille des Orchidaceae (les orchidées) endémique de Colombie (Tolima).

## Distribution
Cette plante se trouve à des altitudes d'environ 1000 mètres dans les forêts claires dans la région de Tolima, en Colombie.

## Description
De taille moyenne et à croissance chaude avec des pseudobulbes ovales, fortement côtelés et sillonnés avec un seul, apicale, dressée, plissée, grossière, coriace, lancéolée, plissée, aiguë, se rétrécissant progressivement en bas dans la feuille de base pétiolée et cannelée qui fleurit en été sur une base basale, pendante, jusqu'à 15 cm de long, lâchement 5 à 10 inflorescences fleuries avec une grande inflorescence étalée, largement triangulaire, aiguë bractées florales et portant des fleurs parfumées.